# Kitchen Stories
Chroniques de cuisine
Pour plus de détails, voir Fiche technique et Distribution.
Kitchen Stories : Chroniques de cuisine (Salmer fra Kjøkkenet, littéralement « Hymnes à la cuisine »), ou Histoires de cuisine au Québec, est un film norvégien réalisé par Bent Hamer, sorti en 2003.
Le film a été présenté en avant première au Festival international du film de Tromsø le 15 janvier 2003, et à la Quinzaine des réalisateurs au Festival de Cannes, le 15 mai 2003.

## Synopsis
Dans les années 1950, durant le boom industriel de l'après-guerre, un groupe d'observateurs du Home Research Institue suédois visite un village norvégien, Landstad, en vue d'étudier la routine des hommes célibataires dans leurs cuisines. En aucun cas les observateurs ne doivent parler à leurs hôtes. L'observateur Folke, sérieux et petit employé, est affecté à la cuisine d'Isak, un paysan solitaire et vaguement dépressif. Les deux hommes finissent par se lier d’amitié.

## Fiche technique
- Décors : Billy Johansson
- Costumes : Karen Fabritus Gram
- Photographie : Philip Øgaard
- Montage : Pal Gengenbach
- Musique : Hans Mathisen
- Sociétés de production : BOB Film Sweden AB, Bulbul Films, Svenska Filminstitutet
- Langue : norvégien, suédois
- Format : Couleur - 1,85:1

## Distribution
- Joachim Calmeyer : Isak Bjørvik
- Tomas Norström : Folke Nilsson
- Bjørn Floberg : Grant
- Reine Brynolfsson : Malmberg
- Sverre Anker Ousdal : Dr. Jack Zac. Benjaminsen
- Leif Andrée : Dr. Ljungberg
- Gard B. Eidsvold : Le boulanger
- Lennart Jähkel : Green
- Trond Brænne : Le porte-parole
- Bjørn Jenseg : Le gardien chef
- Jan Gunnar Røise : Assistante du gardien chef
- Karin Lunden : Assistante du porte-parole

## Distinctions

### Récompenses
- Festival de Cannes 2003 : Label Europa Cinemas
- Festival international du film de São Paulo 2003 : meilleur réalisateur
- Festival international du film de Copenhague 2003 : meilleur réalisateur
- Festival international du film de Valladolid 2003 :
  - Meilleure photographie pour Philip Øgaard)
  - Serpent d'argent